# Cynthia Erivo
Cynthia Chinasaokwu Onyedinmanasu Amarachukwu Owezuke Echimino Erivo (Stockwell, 8 de enero de 1987), conocida como Cynthia Erivo, es una actriz y cantante británica. Reconocida por su trabajo en el teatro y el cine, ha recibido múltiples premios y forma parte del selecto grupo de artistas nominados a los Emmy, Grammy, Óscar y Tony (EGOT), habiendo ganado todos excepto el Óscar.
Debutó en el West End con el musical Los paraguas de Cherburgo (2011) y más tarde en Broadway con el papel de Celie en la reposición de The Color Purple (2015-2017). Su interpretación le valió el premio Tony a la «Mejor Actriz en un Musical», el Grammy al «Mejor Álbum de Teatro Musical» y un Daytime Emmy. En 2018, dio el salto al cine con los thrillers criminales Widows y Bad Times at the El Royale. En 2019, recibió una nominación al Óscar a la «Mejor Actriz» por su papel como Harriet Tubman en la película biográfica Harriet, además de una nominación a «Mejor Canción Original» por «Stand Up». En 2024, obtuvo otra nominación a «Mejor Actriz» por su interpretación de Elphaba en la película musical de fantasía Wicked.
En televisión, interpretó a Holly Gibney en la miniserie de HBO The Outsider (2020) y a Aretha Franklin en Genius: Aretha (2021) de National Geographic, papel que le valió una nominación al Emmy a la «Mejor Actriz en una Serie o Película Limitada». Como cantante, ha lanzado varios sencillos y su álbum en solitario Ch. 1 Vs. 1 (2021).

## Biografía
Erivo nació el 8 de enero de 1987 en Stockwell, Londres, Inglaterra, en el seno de una familia de inmigrantes nigerianos. Su madre, Edith, tenía 15 años cuando estalló la guerra civil de Nigeria. Sobre ello, Erivo ha comentado: «No es necesariamente una refugiada, pero [...] su hogar fue devastado y tuvieron que huir para encontrar seguridad». Sus padres llegaron al Reino Unido a principios de sus veinte años y se separaron cuando ella era muy pequeña. A partir de entonces, fue criada junto a su hermana menor, Stephanie, por su madre, quien trabajaba como enfermera. A los 16 años, su padre las desheredó y, desde entonces, no mantiene contacto con él. En honor a su madre, nombró a su productora Edith’s Daughter.
Estudió en la escuela católica femenina La Retraite en Clapham Park. Desde niña, participó en montajes teatrales como El círculo de tiza caucasiano de Brecht y, más tarde, apareció en televisión en Trust Me, I’m a Teenager. Su nombre de confirmación es Perpetua. En 2004, comenzó a estudiar psicología musical en la Universidad del Este de Londres, pero, un año después, solicitó ingresar en la Real Academia de Arte Dramático y, tras ser aceptada, se trasladó allí. En 2010, se graduó con una licenciatura en interpretación.

## Carrera

### 2011-2015: primeros trabajos teatrales
Erivo debutó en la televisión británica en programas como Chewing Gum y The Tunnel. Su primer papel en el teatro fue en Marine Parade de Simon Stephens, durante el Festival de Brighton. Su primer papel en un musical fue en I Was Looking at the Ceiling and Then I Saw the Sky, de John Adams y June Jordan, en el Theatre Royal Stratford East. El domingo 9 de diciembre de 2012, Cynthia participó en Living Every Day, de Alexander S. Bermange y Stephen Clark, que se presentó como parte de The 24 Hour Musicals Celebrity Gala en el Old Vic del West End de Londres.
En 2013, Erivo interpretó a Celie Harris en la producción de The Color Purple en el Menier Chocolate Factory, un papel que Whoopi Goldberg había originado en la pantalla. Anteriormente, Erivo había interpretado a Sister Mary Clarence / Deloris Van Cartier en una gira por el Reino Unido del musical Sister Act, papel que Goldberg había originado en su adaptación cinematográfica. También participó en la banda sonora de la película de drama musical Beyond the Lights, coescribiendo e interpretando la canción «Fly Before You Fall».
Erivo interpretó el papel de Chenice en el musical del West End I Can’t Sing!, que se estrenó en el London Palladium el 26 de marzo de 2014, recibiendo críticas mixtas. La producción cerró el 10 de mayo, solo seis semanas y tres días después de su noche de estreno oficial. Erivo protagonizó el estreno europeo de Dessa Rose en los Trafalgar Studios de Londres entre julio y agosto de 2014, un papel por el cual fue nominada como «Mejor Actriz Principal en un Musical» en los BroadwayWorld UK Awards de 2015.

### 2015-2019:The Color Purpley papeles en películas

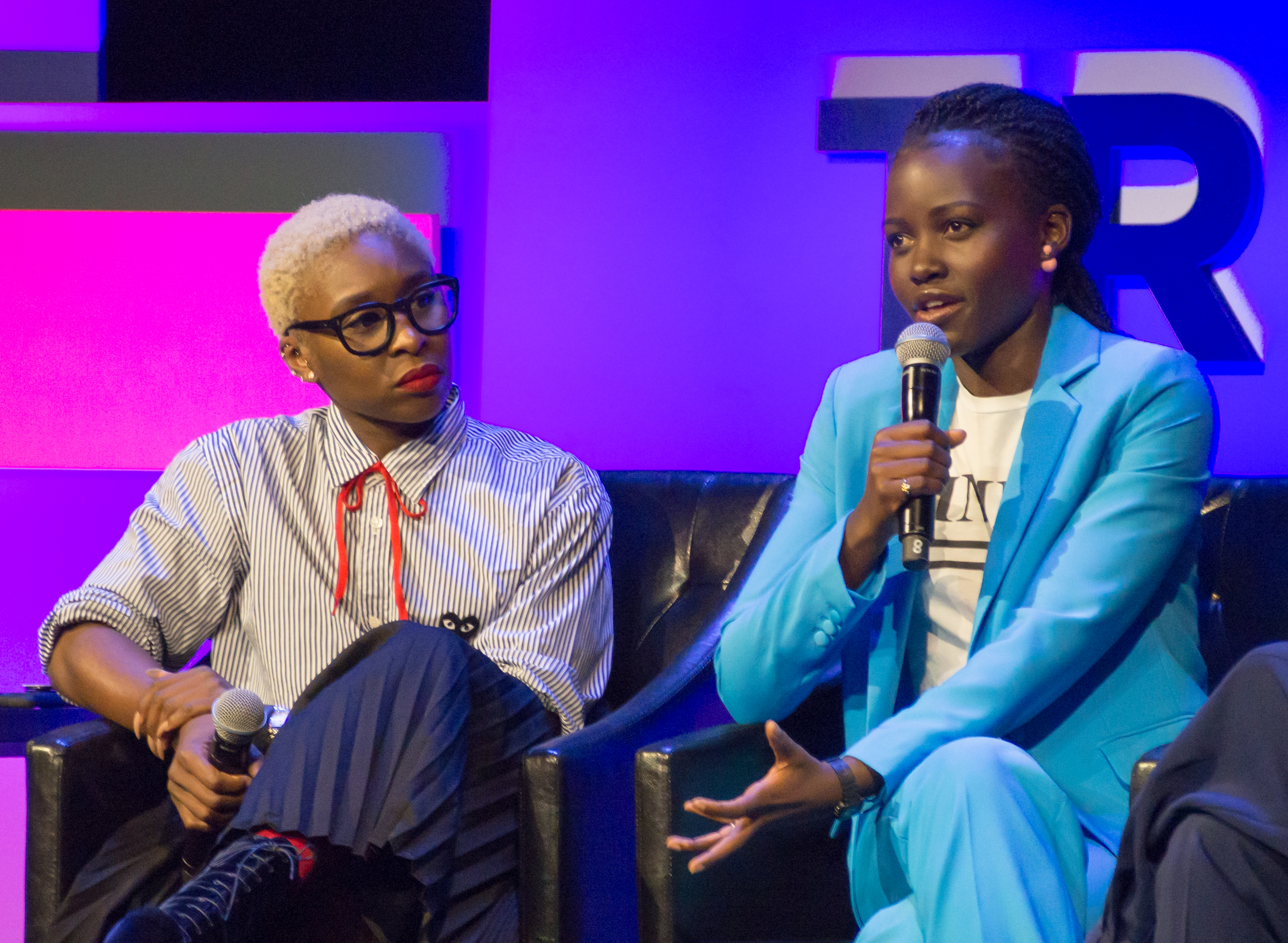
Erivo con Lupita Nyong'o en el Festival de Cine de Tribeca de 2018.

Hizo su debut en Broadway en la reposición de The Color Purple en 2015, que se trasladó desde el Menier Chocolate Factory, retomando su papel de Celie Harris junto a las actrices estadounidenses Jennifer Hudson como Shug Avery y Danielle Brooks como Sofia. La producción comenzó sus representaciones en el Bernard B. Jacobs Theatre el 10 de diciembre de 2015. Su interpretación recibió elogios unánimes, con The New York Times declarando que «la sobria y conmovedora interpretación de Celie por parte de la Sra. Erivo, en una reposición aclamada de The Color Purple... ha traído el tipo de elogios que puede cambiar la carrera de un intérprete». Por su actuación, ganó varios premios, incluido el Premio Tony 2016 a «Mejor Actriz en un Musical».
Erivo protagonizó un concierto benéfico de una sola noche el 12 de septiembre de 2016, interpretando a Cathy junto a Joshua Henry en The Last Five Years de Jason Robert Brown. Los ingresos de la función fueron destinados al Brady Center, una organización nacional contra la violencia armada. En febrero de 2017, durante la 59.ª edición de los Premios Grammy, Erivo cantó «God Only Knows» junto a John Legend, en un tributo a los músicos que habían fallecido durante el año anterior.
En marzo de 2017, Erivo y el elenco de The Color Purple fueron nominados a un Daytime Emmy Award por su actuación en The Today Show de NBC en mayo de 2016. En abril de 2017, se anunció que Erivo y el elenco de The Color Purple, junto con The Today Show, ganaron el Daytime Creative Arts Emmy Award en la categoría de «Mejor Actuación Musical en un Programa Diurno». En noviembre de 2017, participó en el evento benéfico Night of Too Many Stars, organizado por Jon Stewart, donde interpretó un dueto con la frecuente colaboradora Jodi DiPiazza de la canción de Andra Day «Rise Up», acompañada por Questlove y The Roots.
Erivo debutó en el cine en 2018 en el thriller neo-noir Bad Times at the El Royale. Justin Chang, de Los Angeles Times, calificó su actuación de «reveladora en el sentido más gratificante». Ese mismo año, protagonizó el thriller de robo Widows, dirigido por Steve McQueen, marcando la primera película que filmó. En su reseña de la película para The Atlantic, David Sims destacó el «increíble trabajo» de Erivo al interpretar la transformación dramática de su personaje. En 2019, Erivo produjo y protagonizó el thriller de ciencia ficción en formato podcast Carrier, dando voz al personaje principal, Raylene Watts, una camionera de larga distancia que transporta un remolque con «contenidos perturbadores y misteriosos».

### 2020-presente: expansión profesional
En 2020, Erivo interpretó a la investigadora Holly Gibney en la miniserie de HBO The Outsider, una adaptación televisiva de la novela homónima de Stephen King. Ese mismo año, fundó la productora Edith’s Daughter y firmó un acuerdo con la compañía de medios MRC para desarrollar proyectos televisivos a través de ella. Apareció en la película de ciencia ficción Chaos Walking, basada en la novela The Knife of Never Letting Go de Patrick Ness, que se estrenó el 5 de marzo de 2021. También encarnó a la cantante Aretha Franklin en la tercera temporada de la serie antológica Genius, estrenada en marzo de 2021. Para promocionar su álbum de estudio debut, Ch. 1 Vs. 1, publicado el 7 de septiembre de 2021, lanzó las canciones «The Good» y «Glowing Up». Ese mismo mes, formó parte del jurado en la 78.ª edición del Festival Internacional de Cine de Venecia.
En julio de 2022, Erivo actuó en los BBC Proms con un homenaje a mujeres que la han inspirado. John Bungey, de The Times, destacó sus interpretaciones de «The First Time Ever I Saw Your Face» y «Ain’t No Way». Ese mismo año, participó en el segmento In Memoriam de los 64.ª edición de los Premios Grammy, interpretando un popurrí de canciones de Stephen Sondheim junto a Rachel Zegler, Leslie Odom Jr. y Ben Platt. Althea Legaspi, de Rolling Stone, describió la actuación como un homenaje «emotivo» y «apropiado». También en 2022, interpretó a The Blue Fairy en la adaptación en acción real de Pinocchio de Disney, dirigida por Robert Zemeckis. Aunque la película recibió críticas negativas, Christy Lemire, de RogerEbert.com, elogió su actuación afirmando que «Erivo es una presencia tan majestuosa que uno desearía verla más en pantalla». En la misma línea, cantó «Edelweiss», del musical The Sound of Music, como tributo a Julie Andrews en los AFI Life Achievement Awards.
En 2023, participó en el thriller criminal de Netflix Luther: The Fallen Sun, una continuación de la serie Luther, protagonizada por Idris Elba. Ese mismo año, interpretó a Jacqueline, una refugiada en medio de la guerra en África, en la película Drift. Erivo afirmó haberse inspirado en la experiencia de su madre durante la guerra civil de Nigeria para este papel, además de ejercer como productora del filme. Al año siguiente, interpretó a Petra, una audaz y coqueta doncella, en la producción en concierto de A Little Night Music en el Lincoln Center. También rindió homenaje a Dionne Warwick en los Kennedy Center Honors, interpretando «Alfie», de la película homónima de 1966.
En 2024, Erivo encarnó a Elphaba en Wicked, la primera parte de la adaptación cinematográfica del musical homónimo. El álbum de la banda sonora de la película, en el que interpretó siete canciones, debutó en el puesto dos del Billboard 200 en Estados Unidos y le otorgó su primer top 10 en el Reino Unido con su versión de «Defying Gravity». Su actuación recibió elogios de la crítica, con Wendy Ide, de The Guardian, señalando que «Erivo está magnífica, su voz rica y aterciopelada se quiebra bajo el peso del rechazo y la burla que sufre Elphaba». Por su interpretación, obtuvo nominaciones a «Mejor Actriz» en los Globos de Oro, los Premios BAFTA, los Premios del Sindicato de Actores (donde también fue nominada a «Mejor Reparto») y los Premios Óscar. Su nominación al Óscar la convirtió en la segunda actriz negra, después de Viola Davis, en recibir más de una nominación en la categoría de «Mejor Actriz».

## Vida personal
Erivo es católica y practicante. Se identifica como queer y es bisexual. En 2024, Erivo fue nombrada vicepresidenta de su alma mater, la Real Academia de Arte Dramático.

## Filmografía

### Cine
| Año  | Título                     | Papel             | Notas              |
| ---- | -------------------------- | ----------------- | ------------------ |
| 2018 | Widows                     | Belle             |                    |
| 2018 | Bad Times at the El Royale | Darlene Sweet     |                    |
| 2019 | Harriet                    | Harriet Tubman    |                    |
| 2021 | Chaos Walking              | Mathilde Hildy    |                    |
| 2022 | Needle in a Timestack      | Janine Mikkelsen  |                    |
| 2022 | Pinocchio                  | Hada Azul         |                    |
| 2023 | Luther: The Fallen Sun     | Odette Raine      |                    |
| 2023 | Drift                      | Jacqueline Kamara | También productora |
| 2024 | Wicked                     | Elphaba Thropp    |                    |
| 2025 | Wicked: For Good           | Elphaba Thropp    |                    |

### Televisión
| Año       | Título                        | Papel                                        | Notas                                                  |
| --------- | ----------------------------- | -------------------------------------------- | ------------------------------------------------------ |
| 2015      | Chewing Gum                   | Magdalene                                    | Episodio: «Tolled Road»                                |
| 2016      | Mr Selfridge                  | Alberta Hunter                               | 2 episodios                                            |
| 2016      | The Tunnel                    | Mel                                          | Episodio 3 (temporada 2)                               |
| 2017-2019 | Broad City                    | Lisa                                         | 2 episodios                                            |
| 2020      | The Outsider                  | Holly Gibney                                 | Papel principal (miniserie)                            |
| 2021      | Genius                        | Aretha Franklin                              | Protagonista (temporada 3)                             |
| 2022      | Roar                          | Ambia                                        | Episodio: «The Woman Who Found Bite Marks on Her Skin» |
| 2023      | Star Wars: Visions            | Kratu (voz)                                  | Episodio: «Aau's Song»                                 |
| 2024      | Moon Girl and Devil Dinosaur  | Dr. Akonam Ojo (voz)                         | Episodio: «Make It, Don't Break It!»                   |
| 2025      | RoboGobo                      | The Slink (voz)                              | Recurrente                                             |
| 2025      | Poker Face                    | Amber / Delia / Cece / Bebe / Felicity Price | Episodio: "The Game Is a Foot"                         |
| 2025      | 78th Tony Awards              | Presentadora                                 | Especial de televisión                                 |
| 2025      | RuPaul's Drag Race: All Stars | Jueza invitada                               | 1 episodio                                             |

### Teatro
| Año       | Producción                                          | Papel                                      | Localización                        | Ref.   |
| --------- | --------------------------------------------------- | ------------------------------------------ | ----------------------------------- | ------ |
| 2010      | Marine Parade                                       | Varios personajes                          | Brighton Festival                   |        |
| 2010      | I Was Looking at the Ceiling and Then I Saw the Sky | Leila                                      | Theatre Royal, Stratford East       |        |
| 2011      | The Umbrellas of Cherbourg                          | Madeleine                                  | Gielgud Theatre/ Curve Theatre      |        |
| 2011–2012 | Sister Act                                          | Deloris Van Cartier / Sister Mary Clarence | Funciones en Reino Unido            |        |
| 2013      | Lift                                                | Lap Dancer                                 | Soho Theatre                        |        |
| 2013      | The Color Purple                                    | Celie Harris Johnson                       | Menier Chocolate Factory            |        |
| 2014      | I Can't Sing! The X Factor Musical                  | Chenice                                    | London Palladium                    |        |
| 2014      | Dessa Rose                                          | Dessa Rose                                 | Trafalgar Studios                   |        |
| 2014–2015 | Henry IV                                            | Poins / [Archibald Douglas                 | Donmar Warehouse, Londres           |        |
| 2015      | How to Succeed in Business Without Really Trying    | Rosemary Pilkington                        | Royal Festival Hall                 |        |
| 2015      | A Midsummer Night's Dream                           | Puck                                       | Liverpool Everyman                  |        |
| 2015–2017 | The Color Purple                                    | Celie Harris Johnson                       | Bernard B. Jacobs Theatre, Broadway | [ 73 ] |
| 2016      | The Last Five Years                                 | Cathy Hiatt                                | The Town Hall                       |        |
| 2024      | A Little Night Music                                | Petra                                      | Lincoln Center, New York            | [ 74 ] |
| 2025      | Jesus Christ Superstar                              | Jesus Christ                               | Hollywood Bowl                      | [ 75 ] |
| 2026      | Dracula                                             | Conde Drácula                              | Noël Coward Theatre                 | [ 76 ] |

## Discografía

### Álbumes

#### Álbumes de estudio
| Título        | Detalles | Posiciones en Listas | Posiciones en Listas |
| Título        | Detalles | US                   | US R&B/HH            |
| ------------- | --- | -------------------- | -------------------- |
| Ch. 1 Vs. 1   | - Lanzamiento: 7 de septiembre de 2021 - Discográfica: Verve - Formatos: CD, LP, descarga digital, streaming | —                    | —                    |
| I Forgive You | - Lanzamiento: 6 de junio de 2025 - Discográfica: Verve - Formatos: Descarga digital, streaming              | 165                  | 45                   |

#### Álbumes colaborativos
| Título                                                                               | Detalles |
| ------------------------------------------------------------------------------------ | --- |
| Cynthia Erivo and Oliver Tompsett Sing Scott Alan (con Oliver Tompsett & Scott Alan) | - Lanzamiento: 9 de octubre de 2015 - Discográfica: Independiente - Formatos: CD, descarga digital, streaming |

### Bandas sonoras
| Título                                                           | Detalles | Posiciones en Listas | Posiciones en Listas | Posiciones en Listas | Posiciones en Listas | Posiciones en Listas | Posiciones en Listas | Posiciones en Listas | Posiciones en Listas | Posiciones en Listas | Posiciones en Listas | Ventas       | Certificaciones |
| Título                                                           | Detalles | UK Com.              | AUS                  | CAN                  | FRA                  | ITA                  | NLD                  | NOR                  | NZ                   | SWI                  | US                   | Ventas       | Certificaciones |
| ---------------------------------------------------------------- | --- | -------------------- | -------------------- | -------------------- | -------------------- | -------------------- | -------------------- | -------------------- | -------------------- | -------------------- | -------------------- | ------------ | --------------- |
| Wicked: The Soundtrack (con el Elenco de Wicked & Ariana Grande) | - Lanzamiento: 22 de noviembre de 2024 - Discográfica: Republic, Verve - Formatos: CD, LP, descarga digital, streaming | 1                    | 3                    | 9                    | 38                   | 42                   | 9                    | 26                   | 3                    | 37                   | 2                    | - US: 85,000 | - BPI: Oro      |

### Extended plays
| Título | Detalles                                                                                                 |
| --- | --- |
| She Is Risen, Vol. 2 (con Morgan James, Shoshana Bean, Debbie Gravitte, Bryonha Marie Parham, Ellyn Marie Marsh, Ann Harada, Tamika Lawrence, Bridget Everett, Marva Hicks, Eden Espinosa, & A Broader Way Choir) | - Lanzamiento: 18 de septiembre de 2020 - Discográfica: Hedonist - Formatos: Descarga digital, streaming |

### Sencillos

#### Como artista Principal
| Título                                                                      | Año  | Posiciones en Listas | Posiciones en Listas | Posiciones en Listas | Posiciones en Listas | Posiciones en Listas | Posiciones en Listas | Posiciones en Listas | Posiciones en Listas | Posiciones en Listas | Certificaciones | Álbum                                                  |
| Título                                                                      | Año  | UK                   | AUS                  | CAN                  | IRE                  | NZ Hot               | SWE Heat.            | US                   | US R&B Dig.          | WW                   | Certificaciones | Álbum                                                  |
| --------------------------------------------------------------------------- | ---- | -------------------- | -------------------- | -------------------- | -------------------- | -------------------- | -------------------- | -------------------- | -------------------- | -------------------- | --------------- | ------------------------------------------------------ |
| "Fly Before You Fall"                                                       | 2014 | —                    | —                    | —                    | —                    | —                    | —                    | —                    | 21                   | —                    |                 | Beyond the Lights (Original Motion Picture Soundtrack) |
| "God Only Knows" (con John Legend & yMusic)                                 | 2018 | —                    | —                    | —                    | —                    | —                    | —                    | —                    | 20                   | —                    |                 | Sin álbum                                              |
| "Stand Up"                                                                  | 2019 | —                    | —                    | —                    | —                    | —                    | 2                    | —                    | —                    | —                    |                 | Harriet (Original Motion Picture Soundtrack)           |
| "When You Believe" (con Shoshana Bean & Stephen Schwartz)                   | 2020 | —                    | —                    | —                    | —                    | —                    | —                    | —                    | —                    | —                    |                 | Sin álbum                                              |
| "The Good"                                                                  | 2021 | —                    | —                    | —                    | —                    | —                    | —                    | —                    | —                    | —                    |                 | Ch. 1 Vs. 1                                            |
| "Glowing Up"                                                                | 2021 | —                    | —                    | —                    | —                    | —                    | —                    | —                    | —                    | —                    |                 | Ch. 1 Vs. 1                                            |
| "Defying Gravity" (con Ariana Grande)                                       | 2024 | 7                    | 31                   | 63                   | 12                   | 6                    | —                    | 44                   | —                    | 41                   | - BPI: Plata    | Wicked: The Soundtrack                                 |
| "Replay"                                                                    | 2025 | —                    | —                    | —                    | —                    | —                    | —                    | —                    | —                    | —                    |                 | I Forgive You                                          |
| "Worst of Me"                                                               | 2025 | —                    | —                    | —                    | —                    | —                    | —                    | —                    | —                    | —                    |                 | I Forgive You                                          |
| "—" denota que el sencillo no se lanzó o no se posicionó en ese territorio. |      |                      |                      |                      |                      |                      |                      |                      |                      |                      |                 |                                                        |

#### Como artista Invitada
| Título | Año  | Álbum     |
| --- | ---- | --------- |
| "Won't Let You Down" (Cynikal con Cynthia Erivo) | 2012 | Sin álbum |
| "I Did Something Bad (cover)" (Shoshana Bean con Cynthia Erivo) | 2018 | Sin álbum |
| "Together (Soundtrack from Year in Search)" (Peter CottonTale con Chance the Rapper, Cynthia Erivo, Chicago Children's Choir, & Matt Jones Re-Collective Orchestra) | 2020 | Sin álbum |
| "Chain of Fools" (Elenco de Genius: Aretha con Cynthia Erivo) | 2021 | Sin álbum |

### Otras canciones en Listas
| Título                                                                                                 | Año  | Posiciones en Listas | Posiciones en Listas | Posiciones en Listas | Posiciones en Listas | Posiciones en Listas | Posiciones en Listas | Posiciones en Listas | Posiciones en Listas | Certificaciones | Álbum                  |
| Título                                                                                                 | Año  | UK                   | AUS                  | CAN                  | IRE                  | NZ Hot               | US                   | US Hol. Dig.         | WW                   | Certificaciones | Álbum                  |
| --- | ---- | -------------------- | -------------------- | -------------------- | -------------------- | -------------------- | -------------------- | -------------------- | -------------------- | --------------- | ---------------------- |
| "Angels We Have Heard on High" (Lea Michele con Cynthia Erivo)                                         | 2019 | —                    | —                    | —                    | —                    | —                    | —                    | 22                   | —                    |                 | Christmas in the City  |
| "The Wizard and I" (con Michelle Yeoh)                                                                 | 2024 | —                    | —                    | —                    | —                    | —                    | 92                   | —                    | —                    |                 | Wicked: The Soundtrack |
| "What Is This Feeling?" (con Ariana Grande)                                                            | 2024 | 17                   | 58                   | 87                   | 28                   | 9                    | 62                   | —                    | 83                   | - BPI: Plata    | Wicked: The Soundtrack |
| "Dancing Through Life" (Jonathan Bailey con Ariana Grande, Ethan Slater, Marissa Bode & Cynthia Erivo) | 2024 | —                    | —                    | —                    | —                    | 12                   | 86                   | —                    | —                    |                 | Wicked: The Soundtrack |
| "I'm Not That Girl"                                                                                    | 2024 | —                    | —                    | —                    | —                    | —                    | 94                   | —                    | —                    |                 | Wicked: The Soundtrack |
| "One Short Day" (con Ariana Grande, Kristin Chenoweth & Idina Menzel con Michael McCorry Rose)         | 2024 | —                    | —                    | —                    | —                    | —                    | —                    | —                    | —                    |                 | Wicked: The Soundtrack |
| "—" denotes a recording that did not chart or was not released in that territory.                      |      |                      |                      |                      |                      |                      |                      |                      |                      |                 |                        |

### Otras Apariciones
| Título                                     | Año  | Otros artista(s)                            | Álbum                                                           |
| ------------------------------------------ | ---- | ------------------------------------------- | --------------------------------------------------------------- |
| "Suddenly"                                 | 2013 | Anderson & Petty                            | You Are Home: The Songs of Anderson & Petty                     |
| "Fly Before You Fall"                      | 2014 | N/A                                         | Beyond the Lights (Original Motion Picture Soundtrack)          |
| "Bridge Over Troubled Water"               | 2016 | Alison Jiear                                | Inspirational                                                   |
| "Jump"                                     | 2017 | N/A                                         | Step (Music from and Inspired by the Motion Picture)            |
| "When You Wish Upon a Star"                | 2017 | Vera Lynn, Leigh Harline, & Manning Sherwin | Vera Lynn 100                                                   |
| "Alright"                                  | 2018 | Anthony Ramos                               | The Freedom EP                                                  |
| "My Funny Valentine"                       | 2018 | Billy Porter                                | Billy Porter Presents: The Soul of Richard Rodgers              |
| "Nobody"                                   | 2018 | Todrick Hall & Jade Novah                   | Forbidden                                                       |
| "Si Pudiera Leer Tus Sueños"               | 2018 | N/A                                         | Singing You Home: Children's Songs for Family Reunification     |
| "Hold On I'm Coming"                       | 2018 | N/A                                         | Bad Times at the El Royale (Original Motion Picture Soundtrack) |
| "This Old Heart of Mine (Is Weak For You)" | 2018 | N/A                                         | Bad Times at the El Royale (Original Motion Picture Soundtrack) |
| "Angels We Have Heard on High"             | 2019 | Lea Michele                                 | Christmas in the City                                           |
| "Goodbye Song"                             | 2019 | Terence Blanchard                           | Harriet (Original Motion Picture Soundtrack)                    |
| "I Don't Know How to Love Him"             | 2020 |                                             | She is Risen: Volume One                                        |
| "Winter Song"                              | 2020 | Leslie Odom Jr.                             | The Christmas Album                                             |
| "Inside"                                   | 2021 | Logic                                       | Bobby Tarantino III                                             |
| "Intro (con Cynthia Erivo)"                | 2024 | Flo                                         | Access All Areas                                                |